# Canton de Nevers-1
Le canton de Nevers-1 est une circonscription électorale française du département de la Nièvre.

## Histoire
Un nouveau découpage territorial de la Nièvre entre en vigueur à l'occasion des élections départementales de 2015. Il est défini par le décret du 18 février 2014, en application des lois du 17 mai 2013 (loi organique 2013-402 et loi 2013-403). Les conseillers départementaux sont, à compter de ces élections, élus au scrutin majoritaire binominal mixte. Les électeurs de chaque canton élisent au Conseil départemental, nouvelle appellation du Conseil général, deux membres de sexe différent, qui se présentent en binôme de candidats. Les conseillers départementaux sont élus pour 6 ans au scrutin binominal majoritaire à deux tours, l'accès au second tour nécessitant 12,5 % des inscrits au 1er tour. En outre la totalité des conseillers départementaux est renouvelée. Ce nouveau mode de scrutin nécessite un redécoupage des cantons dont le nombre est divisé par deux avec arrondi à l'unité impaire supérieure si ce nombre n'est pas entier impair, assorti de conditions de seuils minimaux. Dans la Nièvre, le nombre de cantons passe ainsi de 32 à 17.
Le canton de Nevers-1 est formé d'une commune de l'ancien canton de Nevers-Nord et d'une fraction de la commune de Nevers. Il est entièrement inclus dans l'arrondissement de Nevers. Le bureau centralisateur est situé à Nevers.

## Représentation
| Période élective | Période élective | Mandat | Mandat   | Identité            | Nuance | Nuance | Qualité |
| ---------------- | ---------------- | ------ | -------- | ------------------- | ------ | ------ | --- |
| 2015             | 2021             | 2015   | 2021     | Maryse Augendre     |        | DVG    | Retraitée de la fonction publique Maire de Coulanges-lès-Nevers (2008-2020)                                                  |
| 2015             | 2021             | 2015   | 2021     | Jean-Louis Balleret |        | PS     | Avocat, ancien bâtonnier Ancien conseiller général du Canton de Nevers-Nord (2004-2015) 6° Vice-Président (Culture et sport) |
| 2021             | 2028             | 2021   | en cours | Maryse Augendre     |        | DVG    | Conseillère sortante |
| 2021             | 2028             | 2021   | en cours | Jean-Paul Fallet    |        | PS     | Retraité du secteur associatif, Nevers                                                                                       |

### Résultats détaillés

#### Élections de mars 2015
À l'issue du 1er tour des élections départementales de 2015, deux binômes sont en ballottage : Maryse Augendre et Jean-Louis Balleret (PS, 35,57 %) et Pierrette Concile et Jean-Luc Martinat (UDI, 27,23 %). Le taux de participation est de 47,42 % (4 177 votants sur 8 808 inscrits) contre 53,03 % au niveau départemental et 50,17 % au niveau national.
Au second tour, Maryse Augendre et Jean-Louis Balleret (PS) sont élus avec 56,38 % des suffrages exprimés et un taux de participation de 47,35 % (2 067 voix pour 4 171 votants et 8 808 inscrits).

#### Élections de juin 2021
Le premier tour des élections départementales de 2021 est marqué par un très faible taux de participation (33,26 % au niveau national). Dans le canton de Nevers-1, ce taux de participation est de 31,41 % (2 614 votants sur 8 322 inscrits) contre 34,28 % au niveau départemental. À l'issue de ce premier tour, deux binômes sont en ballottage : Maryse Augendre et Jean-Paul Fallet (PS, 31,17 %) et Xavier Morel et Anne Wozniak (DVC, 23,63 %).
Le second tour des élections est marqué une nouvelle fois par une abstention massive équivalente au premier tour. Les taux de participation sont de 34,36 % au niveau national, 37,18 % dans le département et 33,97 % dans le canton de Nevers-1. Maryse Augendre et Jean-Paul Fallet (PS) sont élus avec 54,86 % des suffrages exprimés (1 354 voix pour 2 834 votants et 8 342 inscrits),,.

## Composition
| Nom                            | Code Insee | Intercommunalité | Superficie (km2) | Population (dernière pop. légale)               | Densité (hab./km2) | Modifier                                    |
| ------------------------------ | ---------- | ---------------- | ---------------- | ----------------------------------------------- | ------------------ | ------------------------------------------- |
| Nevers (bureau centralisateur) | 58194      | CA de Nevers     | 17,33            | Fraction : 7 638 (2022) Commune : 33 172 (2022) | 1 914              | modifier les données · modifier les données |
| Coulanges-lès-Nevers           | 58088      | CA de Nevers     | 10,80            | 3 678 (2022)                                    | 341                | modifier les données · modifier les données |
| Canton de Nevers-1             | 5811       |                  |                  | 11 316 (2022)                                   |                    | modifier les données                        |

Le canton de Nevers-1 comprend la commune de Coulanges-lès-Nevers et la partie de la commune de Nevers située au nord d'une ligne définie par l'axe des voies et limites suivantes : depuis la limite territoriale de la commune de Coulanges-lès-Nevers, rue du Moulin-à-Vent, voie ferrée jusqu'à la rue Jean-Gautherin, pont de Chagny, rue Jean-Gautherin, rue des Chauvelles, rond-point René-Martin, avenue Colbert, place des Pèlerins, rue Paul-Vaillant-Couturier, rue de Lourdes, rue Saint-Gildard, place de la Fontaine-d'Argent, rue du 13e-de-Ligne, ligne de chemin de fer jusqu'à la limite territoriale de la commune de Varennes-Vauzelles.

## Démographie
En 2022, le canton comptait 11 316 habitants, en évolution de +0,28 % par rapport à 2016 (Nièvre : −3,28 %, France hors Mayotte : +2,11 %).
| 2013   | 2018   | 2022   |
| ------ | ------ | ------ |
| 11 850 | 11 443 | 11 316 |